# Piper sotai
Piper sotai är en pepparväxtart som beskrevs av Truman George Yuncker. Piper sotai ingår i släktet Piper och familjen pepparväxter. Inga underarter finns listade i Catalogue of Life.